# Iso Sääkspää och Pieni Sääkspää
Iso Sääkspää och Pieni Sääkspää är en sjö i kommunen Saarijärvi i landskapet Mellersta Finland i Finland. Sjön ligger 152,7 meter över havet. Den är 9,4 meter djup. Arean är 67 hektar och strandlinjen är 8,08 kilometer lång. Sjön  ingår i Kymmene älvs huvudavrinningsområde.   Den ligger omkring 47 kilometer nordväst om Jyväskylä och omkring 270 kilometer norr om Helsingfors. 